# فهرست رئیس‌جمهورهای اتریش
در اینجا فهرستی از روسای جمهور اتریش از زمان بنیانگذاری این کشور در سال ۱۹۱۹ است.

## فهرست صاحبان دفتر (۱۹۲۰–اکنون)

### روسای جمهور اتریش در دورانبین دو جنگ
| نمایه         | رئیس‌جمهور فدرال           | آغاز تصدی      | پایان تصدی     | طول دوران     | حزب | حزب                                                                               | انتخابات  |
| ------------- | ------------------------- | -------------- | -------------- | ------------- | --- | --------------------------------------------------------------------------------- | --------- |
| میشائل هاینیش | میشائل هاینیش (۱۹۴۰–۱۸۵۸) | ۹ دسامبر ۱۹۲۰  | ۱۰ دسامبر ۱۹۲۸ | ۸ سال، ۱ روز  |     | مستقل                                                                             | ۱۹۲۰ ۱۹۲۴ |
| ویلهلم میکلاس | ویلهلم میکلاس (۱۹۵۶–۱۸۷۲) | ۱۰ دسامبر ۱۹۲۸ | ۱۳ مارس ۱۹۳۸   | ۹ سال، ۹۳ روز |     | CS [[Fatherland Front (Austria)\|الگو:Fatherland Front (Austria)/meta/shortname]] | ۱۹۲۸ ۱۹۳۴ |

اتریش بر اساس قرارداری از ۱۲ مارس ۱۹۳۸ تا ۱۳ آوریل ۱۹۴۵ (شکست آلمان نازی) بخشی از آلمان نازی بود. 

### روسای جمهور اتریش پس ازپایانجنگ جهانی دوم
این نماد † به افرادی اشاره میکند که در حین کار درگذشته اند.
| نمایه              | رئیس جمهور فدرال                  | آغاز تصدی      | پایان تصدی       | طول دوران       | حزب | حزب                            | انتخابات  |
| ------------------ | --------------------------------- | -------------- | ---------------- | --------------- | --- | ------------------------------ | --------- |
| کارل رنر           | کارل رنر (۱۹۵۰–۱۸۷۰)              | ۲۰ دسامبر ۱۹۴۵ | ۳۱ دسامبر ۱۹۵۰ † | ۵ سال، ۱۱ روز   |     | حزب سوسیال‌دموکرات اتریش        | ۱۹۴۵      |
| لئوپولد فیگل       | لئوپولد فیگل (۱۹۶۵–۱۹۰۲) سرپرست   | ۳۱ دسامبر ۱۹۵۰ | ۲۱ ژوئن ۱۹۵۱     | ۱۷۲ روز         |     | حزب خلق اتریش                  | –         |
| تئودور کورنر       | تئودور کورنر (۱۹۵۷–1873)          | ۲۱ ژوئن ۱۹۵۱   | ۴ ژانویه ۱۹۵۷ †  | ۵ سال، ۱۹۷ روز  |     | حزب سوسیال‌دموکرات اتریش        | ۱۹۵۱      |
| یولیوس راب         | یولیوس راب (۱۹۶۴–۱۸۹۱) سرپرست     | ۴ ژانویه ۱۹۵۷  | ۲۲ مه ۱۹۵۷       | ۱۳۸ روز         |     | حزب خلق اتریش                  | –         |
| آدولف شرف          | آدولف شرف (۱۹۶۵–۱۸۹۰)             | ۲۲ مه ۱۹۵۷     | ۲۸ فوریه ۱۹۶۵ †  | ۷ سال، ۲۸۲ روز  |     | حزب سوسیال‌دموکرات اتریش        | 1957 1963 |
| یوزف کلاوس         | یوزف کلاوس (۲۰۰۱–۱۹۱۰) سرپرست     | ۲۸ فوریه ۱۹۶۵  | ۹ ژوئن ۱۹۶۵      | ۱۰۱ روز         |     | حزب خلق اتریش                  | –         |
| فرانتس یوناس       | فرانتس یوناس (۱۹۷۴–۱۸۹۹)          | ۹ ژوئن ۱۹۶۵    | ۲۴ آوریل ۱۹۷۴ †  | ۸ سال، ۳۱۹ روز  |     | حزب سوسیال‌دموکرات اتریش        | ۱۹۶۵ ۱۹۷۱ |
| برونو کرایسکی      | برونو کرایسکی (۱۹۹۰–۱۹۱۱) سرپرست  | ۲۴ آپریل ۱۹۷۴  | ۸ ژولای ۱۹۷۴     | ۷۵ روز          |     | حزب سوسیال‌دموکرات اتریش        | –         |
| رودلف کیرشلگر      | رودلف کیرشلگر (۲۰۰۰–۱۹۱۵)         | ۸ ژولای ۱۹۷۴   | ۸ ژولای ۱۹۸۶     | ۱۲ years        |     | مستقل                          | ۱۹۷۴ ۱۹۸۰ |
| کورت والدهایم      | کورت والدهایم (۲۰۰۷–۱۹۱۸)         | ۸ ژولای ۱۹۸۶   | ۸ ژولای ۱۹۹۲     | ۶ years         |     | حزب خلق اتریش                  | ۱۹۸۶      |
| تامس کلستیل        | تامس کلستیل (۲۰۰۴–۱۹۳۲)           | ۸ ژولای ۱۹۹۲   | ۶ ژولای ۲۰۰۴ †   | ۱۱ سال، ۳۶۴ روز |     | حزب خلق اتریش                  | ۱۹۹۲ ۱۹۹۸ |
| آندریاس خول        | آندریاس خول (زادهٔ ۱۹۴۱) سرپرست    | ۶ ژولای ۲۰۰۴   | ۸ ژولای ۲۰۰۴     | ۲ روز           |     | حزب خلق اتریش                  | –         |
| باربارا پرامر      | باربارا پرامر (۲۰۱۴–۱۹۵۴) سرپرست  | ۶ ژولای ۲۰۰۴   | ۸ ژولای ۲۰۰۴     | ۲ روز           |     | حزب سوسیال‌دموکرات اتریش        | –         |
| توماس پرینژورن     | توماس پرینژورن (زادهٔ ۱۹۴۳) سرپرست | ۶ ژولای ۲۰۰۴   | ۸ ژولای ۲۰۰۴     | ۲ روز           |     | حزب آزادی اتریش                | –         |
| هاینتس فیشر        | هاینتس فیشر (زادهٔ 1938)           | ۸ ژولای ۲۰۰۴   | ۸ ژولای ۲۰۱۶     | ۱۲ years        |     | حزب سوسیال‌دموکرات اتریش        | ۲۰۰۴ ۲۰۱۰ |
| دوریس بورس         | دوریس بورس (زادهٔ 1962) سرپرست     | ۸ ژولای ۲۰۱۶   | ۲۶ ژانویه ۲۰۱۷   | ۲۰۲ روز         |     | حزب سوسیال‌دموکرات اتریش        | –         |
| کارلهینتس کوپف     | کارلهینتس کوپف (زادهٔ 1957) سرپرست | ۸ ژولای ۲۰۱۶   | ۲۶ ژانویه ۲۰۱۷   | ۲۰۲ روز         |     | حزب خلق اتریش                  | –         |
| نوربرت هوفر        | نوربرت هوفر (زادهٔ ۱۹۷۱) سرپرست    | ۸ ژولای ۲۰۱۶   | ۲۶ ژانویه ۲۰۱۷   | ۲۰۲ روز         |     | حزب آزادی اتریش                | –         |
| الکساندر فن در بلن | الکساندر فن در بلن (زادهٔ ۱۹۴۴)    | ۲۶ ژانویه ۲۰۱۷ | متصدی            | ۸ سال، ۵۱ روز   |     | مستقل سبزها – سبزهای آلترناتیو | ۲۰۱۶ ۲۰۲۲ |

## همچنین ببینید
- تاریخ اتریش
- سیاست اتریش
- امپراتور اتریش
  - حاکمان اتریش
- رئیس جمهور اتریش
- صدراعظم اتریش
  - فهرست صدراعظم اتریش

## یادداشت
1. 1 2 3 4  Acting President, as Chancellor of Austria.
2. 1 2  Interim college officeholder, as President of the National Council.
3. 1 2  Interim college officeholder, as Second President of the National Council.
4. 1 2  Interim college officeholder, as Third President of the National Council.

## لینک های خارجی
- وب سایت رسمی رئیس جمهور اتریش
- اتریش: سران کشورها: 1918-1938 و 1938-2017